# Tespe
Tespe là một đô thị thuộc huyện Harburg, bang Niedersachsen, Đức. Đô thị này có diện tích 24,87 km².